# Cantón de Rosières-en-Santerre
El cantón de Rosières-en-Santerre era una división administrativa francesa, que estaba situada en el departamento de Somme y la región de Picardía.

## Composición
El cantón estaba formado por veinte comunas:
- Bayonvillers
- Beaufort-en-Santerre
- Bouchoir
- Caix
- Chilly
- Folies
- Fouquescourt
- Fransart
- Guillaucourt
- Hallu
- Harbonnières
- La Chavatte
- Maucourt
- Méharicourt
- Parvillers-le-Quesnoy
- Punchy
- Rosières-en-Santerre
- Rouvroy-en-Santerre
- Vrély
- Warvillers

## Supresión del cantón de Rosières-en-Santerre
En aplicación del Decreto n.º 2014-263 de 26 de febrero de 2014, el cantón de Rosières-en-Santerre fue suprimido el 22 de marzo de 2015 y sus 20 comunas pasaron a formar parte; diecinueve del nuevo cantón de Mareuil y una del nuevo cantón de Ham.